# Рамонский район
Рамо́нский райо́н — административно-территориальная единица (район) и муниципальное образование (муниципальный район) на севере Воронежской области России.
Административный центр — рабочий посёлок Рамонь.

## География
Рамонский район с административным центром пгт Рамонь, расположен в северной лесостепной части Воронежской области, в 35 км от Воронежа. Район граничит на севере с Липецкой областью, с востока — с Новоусманским, с запада — с Семилукским районами Воронежской области, с юга — с г. Воронежем. Площадь района — 1300 км².
Через район в меридиональном направлении протекают река Дон и ее приток — Воронеж. Рамонский район обладает высоким агроклиматическим потенциалом. Продолжительность периода со средней суточной температурой воздуха выше +5 °С составляет 183—189 дней.
Левобережная часть района расположена на западной окраине Окско-Донской равнины, а правобережная — на восточном склоне Среднерусской возвышенности. Этим объясняется неоднородность рельефа территории района. В западной части района наивысшая точка 183 м над уровнем моря.
Район расположен в лесостепной зоне. Почвы преобладают чернозёмные. Леса занимают около 30 % территории района. Преобладающие породы деревьев: сосна дуб, ольха, осина, клён, липа составляют 30,4 % от общей площади лесов. Крупные лесные массивы являются заповедными зонами.
Густота речной сети — 410 м/км². Все реки относятся к бассейну Дона. Количество озёр — 2. Количество прудов — 19. Основные реки — Дон, Воронеж, Ивница, Верейка, Усманка, Буровлянка.

## История
30 июля 1928 года был образован Берёзовский район с центром в селе Берёзово в составе Воронежского округа Центрально-Чернозёмной области. В него вошла территория бывшей Берёзовской волости Воронежского уезда Воронежской губернии.
После упразднения Центрально-Чернозёмной области 13 июня 1934 года Берёзовский район вошёл в состав вновь образованной Воронежской области, а центр района переведён в село Рамонь.
В 1963 году Берёзовский район вместе с Землянским и Голосновским районами вошёл в состав Семилукского района.
Рамонский район в современных границах образован Указом Президиума Верховного Совета РСФСР от 3 ноября 1965 года. В него вошли бывший Берёзовский район без территории Воронежского заповедника и посёлка Краснолесного, пять сельских советов бывшего Землянского района (Большеверейский, Ломовский, Павловский, Сомовский и Чистополянский) и три сельских совета Семилукского района (Подгоренский, Русскогвоздевский и Яменский).

## Население
| 1989    | 2002    | 2009    | 2010    | 2011    | 2012    | 2013    |
| ------- | ------- | ------- | ------- | ------- | ------- | ------- |
| 43 711  | ↘33 230 | ↘28 912 | ↗32 027 | ↘31 840 | ↗32 049 | ↗32 110 |
| 2014    | 2015    | 2016    | 2017    | 2018    | 2021    | 2025    |
| ↗32 189 | ↗32 440 | ↗32 792 | ↗33 249 | ↗34 063 | ↗38 471 | ↗40 901 |

### Урбанизация
В городских условиях (рабочий посёлок Рамонь) проживают 20,78 % населения района.

### Национальный состав
Русские — 94,5 %, молдаване — 1,16 %, украинцы — 0,9 %, армяне — 0,56 %, татары — 0,15 %, прочие — 2,73 %
По итогам переписи населения 2020 года проживали следующие национальности (национальности менее 0,1 % и другое, см. в сноске к строке «Другие»):
| Национальность | Численность, чел. | Доля     |
| -------------- | ----------------- | -------- |
| Русские        | 36 003            | 93,58 %  |
| Цыгане         | 414               | 1,08 %   |
| Армяне         | 313               | 0,81 %   |
| Украинцы       | 148               | 0,38 %   |
| Узбеки         | 90                | 0,23 %   |
| Таджики        | 50                | 0,13 %   |
| Азербайджанцы  | 42                | 0,11 %   |
| Татары         | 40                | 0,10 %   |
| Другие         | 1371              | 3,58 %   |
| Итого          | 38 471            | 100,00 % |

## Муниципально-территориальное устройство
В Рамонский муниципальный район входят 16 муниципальных образований, в том числе 1 городское и 15 сельских поселений:
| №  | Муниципальное образование             | Административный центр | Количество населённых пунктов | Население | Площадь, км2 |
| -- | ------------------------------------- | ---------------------- | ----------------------------- | --------- | ------------ |
| 1  | Рамонское городское поселение         | рабочий посёлок Рамонь | 2                             | ↘9571     | 119,98       |
| 2  | Айдаровское сельское поселение        | село Айдарово          | 5                             | ↗5174     | 123,58       |
| 3  | Берёзовское сельское поселение        | село Берёзово          | 4                             | ↗2103     | 68,04        |
| 4  | Большеверейское сельское поселение    | село Большая Верейка   | 4                             | ↘777      | 87,16        |
| 5  | Горожанское сельское поселение        | деревня Богданово      | 6                             | ↘1931     | 81,00        |
| 6  | Карачунское сельское поселение        | село Карачун           | 6                             | ↘584      | 66,95        |
| 7  | Комсомольское сельское поселение      | посёлок Комсомольский  | 5                             | ↗1841     | 82,05        |
| 8  | Ломовское сельское поселение          | село Ломово            | 3                             | ↘327      | 50,37        |
| 9  | Новоживотинновское сельское поселение | село Новоживотинное    | 5                             | ↗3071     | 84,67        |
| 10 | Павловское сельское поселение         | село Гремячье          | 5                             | ↗352      | 73,07        |
| 11 | Русскогвоздёвское сельское поселение  | село Русская Гвоздёвка | 3                             | ↗925      | 64,63        |
| 12 | Скляевское сельское поселение         | село Скляево           | 7                             | ↘731      | 78,92        |
| 13 | Сомовское сельское поселение          | село Сомово            | 3                             | ↘359      | 41,07        |
| 14 | Ступинское сельское поселение         | село Ступино           | 3                             | ↗917      | 131,36       |
| 15 | Чистополянское сельское поселение     | село Чистая Поляна     | 4                             | ↗550      | 56,21        |
| 16 | Яменское сельское поселение           | село Ямное             | 4                             | ↗7658     | 71,45        |

## Населённые пункты
В Рамонском районе 69 населённых пунктов.
| №  | Населённый пункт     | Тип             | Население | Муниципальное образование             |
| -- | -------------------- | --------------- | --------- | ------------------------------------- |
| 1  | Айдарово             | село            | ↗939      | Айдаровское сельское поселение        |
| 2  | Архангельское        | посёлок         | ↘17       | Большеверейское сельское поселение    |
| 3  | Берёзово             | село            | ↗1542     | Берёзовское сельское поселение        |
| 4  | Богданово            | деревня         | ↗708      | Горожанское сельское поселение        |
| 5  | Большая Верейка      | село            | ↘862      | Большеверейское сельское поселение    |
| 6  | Большая Трещевка     | село            | ↘66       | Сомовское сельское поселение          |
| 7  | Бор                  | посёлок         | ↘1201     | Рамонское городское поселение         |
| 8  | Борки                | деревня         | ↘38       | Берёзовское сельское поселение        |
| 9  | Васильевка           | село            | ↘1        | Ломовское сельское поселение          |
| 10 | Васильевские Выселки | село            | 8         | Ломовское сельское поселение          |
| 11 | Вериловка            | деревня         | 0         | Скляевское сельское поселение         |
| 12 | Ветряк               | хутор           | 13        | Яменское сельское поселение           |
| 13 | ВНИИСС               | посёлок         | 2286      | Айдаровское сельское поселение        |
| 14 | Высочкино            | село            | 15        | Павловское сельское поселение         |
| 15 | Галкино              | деревня         | 26        | Горожанское сельское поселение        |
| 16 | Гвоздёвка            | село            | ↘103      | Русскогвоздёвское сельское поселение  |
| 17 | Глушицы              | село            | ↘187      | Карачунское сельское поселение        |
| 18 | Гнездилово           | деревня         | 15        | Скляевское сельское поселение         |
| 19 | Горожанка            | село            | ↘428      | Горожанское сельское поселение        |
| 20 | Гремячье             | село            | ↘235      | Павловское сельское поселение         |
| 21 | Емань                | деревня         | 23        | Комсомольское сельское поселение      |
| 22 | Ивницы               | деревня         | ↘115      | Берёзовское сельское поселение        |
| 23 | Каверье              | село            | ↘41       | Большеверейское сельское поселение    |
| 24 | Камышовка            | хутор           | 1         | Чистополянское сельское поселение     |
| 25 | Карачун              | село            | ↘279      | Карачунское сельское поселение        |
| 26 | Князево              | деревня         | 515       | Комсомольское сельское поселение      |
| 27 | Комсомольский        | посёлок         | 926       | Комсомольское сельское поселение      |
| 28 | Красное              | хутор           | 467       | Айдаровское сельское поселение        |
| 29 | Кривоборье           | деревня         | 710       | Горожанское сельское поселение        |
| 30 | Кулешовка            | деревня         | 22        | Горожанское сельское поселение        |
| 31 | Лебяжье              | село            | ↘207      | Павловское сельское поселение         |
| 32 | Ломово               | село            | ↘383      | Ломовское сельское поселение          |
| 33 | Лопатки              | село            | ↘358      | Берёзовское сельское поселение        |
| 34 | Малая Трещевка       | деревня         | 21        | Сомовское сельское поселение          |
| 35 | Медовка              | деревня         | 229       | Новоживотинновское сельское поселение |
| 36 | Моховатка            | деревня         | ↘167      | Новоживотинновское сельское поселение |
| 37 | Нелжа                | село            | 284       | Ступинское сельское поселение         |
| 38 | Нижняя Верейка       | село            | ↘108      | Скляевское сельское поселение         |
| 39 | Новоживотинное       | село            | ↗1997     | Новоживотинновское сельское поселение |
| 40 | Новоподклетное       | деревня         | 493       | Яменское сельское поселение           |
| 41 | Ольховатка           | деревня         | ↘91       | Скляевское сельское поселение         |
| 42 | Павловка             | село            | 1         | Павловское сельское поселение         |
| 43 | Панково              | хутор           | 7         | Русскогвоздёвское сельское поселение  |
| 44 | Пекшево              | село            | ↘9        | Карачунское сельское поселение        |
| 45 | Петровское           | посёлок         | 235       | Комсомольское сельское поселение      |
| 46 | Писаревка            | деревня         | 1         | Карачунское сельское поселение        |
| 47 | Пчельники            | село            | ↘56       | Ступинское сельское поселение         |
| 48 | Пчельное             | посёлок         | 11        | Большеверейское сельское поселение    |
| 49 | Рамонь               | рабочий посёлок | ↘8500     | Рамонское городское поселение         |
| 50 | Репное               | деревня         | 13        | Новоживотинновское сельское поселение |
| 51 | Руда                 | хутор           | 0         | Павловское сельское поселение         |
| 52 | Русская Гвоздёвка    | село            | ↘892      | Русскогвоздёвское сельское поселение  |
| 53 | Сапожок              | хутор           | 1         | Чистополянское сельское поселение     |
| 54 | Сенное               | село            | ↘96       | Карачунское сельское поселение        |
| 55 | Сергеевское          | посёлок         | 59        | Комсомольское сельское поселение      |
| 56 | Ситная               | деревня         | 24        | Карачунское сельское поселение        |
| 57 | Скляево              | село            | ↘547      | Скляевское сельское поселение         |
| 58 | Скляево 4-е          | село            | 1         | Скляевское сельское поселение         |
| 59 | Скляево 5-е          | село            | 0         | Скляевское сельское поселение         |
| 60 | Солнечный            | посёлок         | 0         | Яменское сельское поселение           |
| 61 | Солнце-Дубрава       | село            | 64        | Горожанское сельское поселение        |
| 62 | Сомово               | село            | ↘392      | Сомовское сельское поселение          |
| 63 | Староживотинное      | село            | ↘179      | Айдаровское сельское поселение        |
| 64 | Ступино              | село            | ↘605      | Ступинское сельское поселение         |
| 65 | Трещевка             | село            | 77        | Чистополянское сельское поселение     |
| 66 | Хвощеватка           | село            | 216       | Новоживотинновское сельское поселение |
| 67 | Чертовицы            | село            | ↘1199     | Айдаровское сельское поселение        |
| 68 | Чистая Поляна        | село            | ↘499      | Чистополянское сельское поселение     |
| 69 | Ямное                | село            | ↗6062     | Яменское сельское поселение           |

Ранее, также, существовало ныне упразднённое село Солнцево.

## Экономика
Промышленные предприятия:
- ООО ПКФ «Рамонская керамика» — производство керамических изделий.
- ООО «Унипак» — производство пластиковой упаковки для пищевых продуктов.
- ЗАО «Компания АВА» — производство сэндвич-панелей.
- ООО ПКФ «НЭМС» — переработка молока и производство молочной продукции.
- ООО «Бор» — переработка семян подсолнечника.
- Кондитерский дом «Восток» (Воронеж) — кондитерская фабрика.

### Транспорт

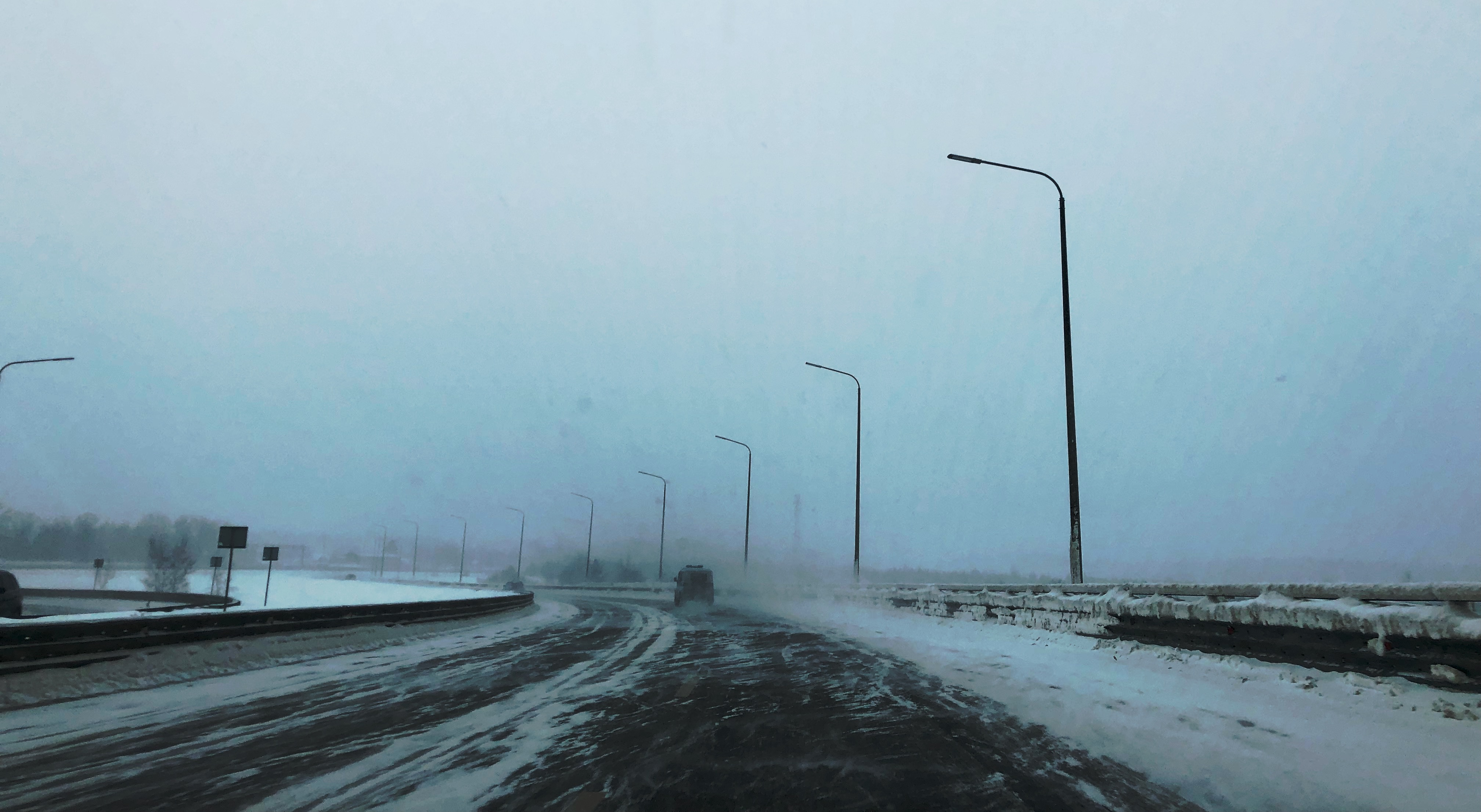
Е115 (М4 «Дон»)

Через всю территорию района с севера на юг проходит магистраль федерального значения «Москва—Новороссийск» М4. Имеется железнодорожная станция Рамонь и подъездные пути к Международному аэропорту «Воронеж».

## Культура
С 2003 года летом в районе проводится ежегодный открытый региональный фестиваль авторской песни «Рамонский Родник». Цель проведения «Рамонского Родника» декларируется как поддержка музыкально-поэтического творчества, развитие бардовского движения в Воронежской области, воспитание высоких гражданских и нравственных качеств, бережного отношения к русскому языку, утверждение здорового образа жизни.
Праздник поэзии «В гостях у Дмитрия Веневитинова» проводится в сентябре каждого года и посвящён поэту Дмитрию Веневитинову. Цели конкурса декларируются как: популяризация художественного слова, развитие творческой фантазии, поддержка и выявление молодых поэтов. Он проходит в музее-усадьбе Д. Веневитинова (село Новоживотинное) — литературном музее, куда приглашаются молодые дарования из всех регионов России.

## Люди, связанные с районом
- Артамонов, Иван Филиппович — уроженец села Староживотинное, Герой Советского Союза.
- Васильев, Иван Михайлович (полный кавалер ордена Славы) (20.09.1922 — 27.06.1994) —  кавалер ордена Славы трёх степеней[22].
- Мосин, Сергей Иванович — российский конструктор и организатор производства стрелкового оружия.
- Великая княжна, младшая дочь императора Александра III, принцесса Ольга Александровна Ольденбургская[23].
- Его высочество принц Ольденбургский, Пётр Александрович[23].

## Достопримечательности

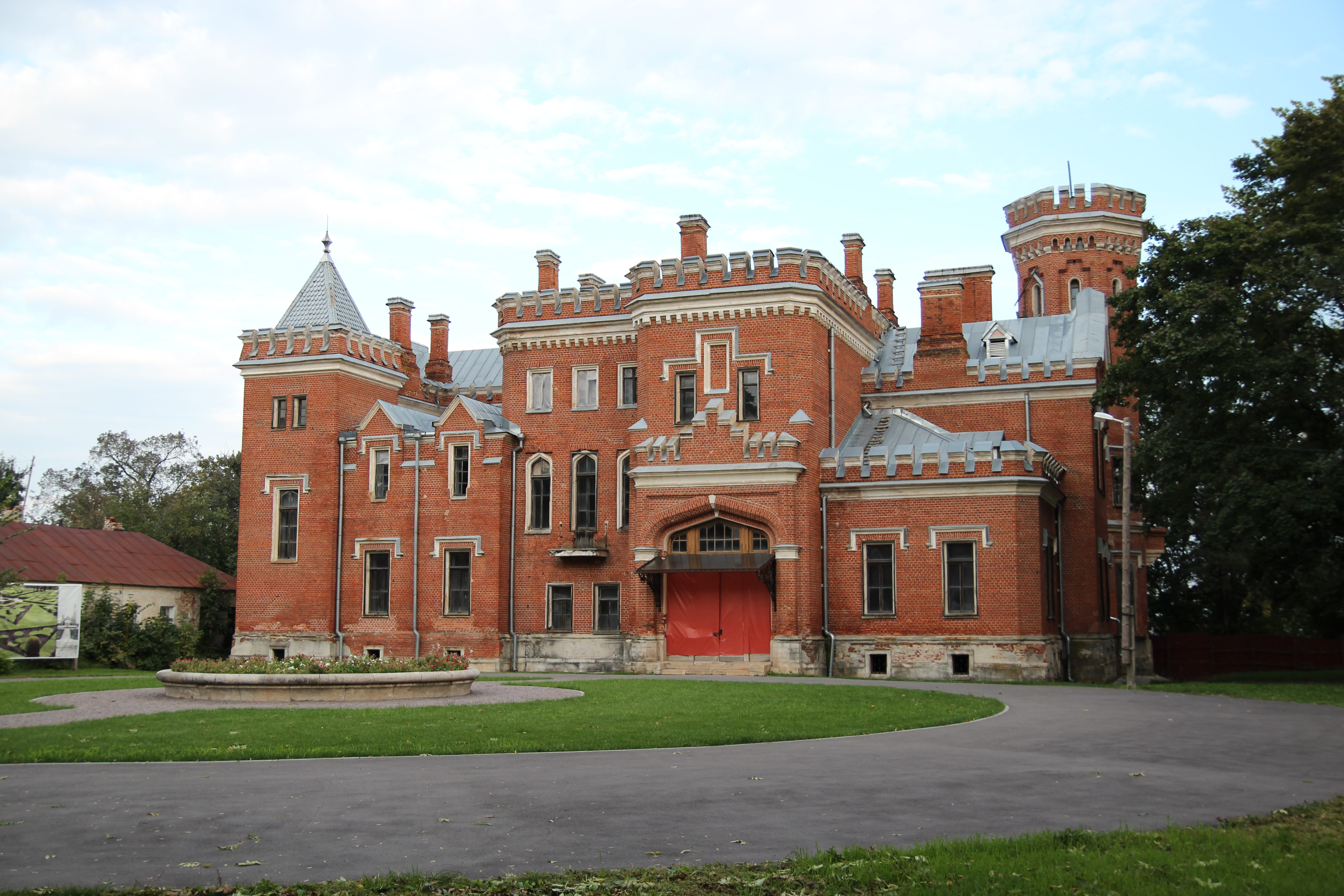
Замок принцессы Ольденбургской

- Замок принцессы О. Ольденбургской.
- Усадьба Д. В. Веневитинова ( 361710916990005), с 1994 года — филиал Воронежского областного литературного музея им. И. С. Никитина[24].
- Палеолитическая стоянка Масловка находится на реке Воронеж у деревни Масловка Рамонского района[25][26].